# Maria Aparecida Souza Alves
Maria Aparecida Alves Souza, conosciuta semplicemente come Maria Alves o Maria (San Paolo, 7 luglio 1993), è una calciatrice brasiliana, attaccante del FOMGET.

## Carriera

### Club
Nata nel 1993, nel 2013 ha preso parte al primo Campeonato Brasileiro de Futebol Feminino, con il Centro Olímpico, esordendo il 23 ottobre, entrando al 65' del successo interno per 5-1 sul Tuna Luso. Ha chiuso la stagione con 7 presenze vincendo il campionato nazionale.
Nel 2014 è passata al São José, con il quale non è però riuscita a debuttare in un'annata chiusa con le vittorie di campionato Paulista, Coppa Libertadores e Mondiale per club. L'anno successivo è andata a giocare al Santos, debuttando in campionato il 9 settembre 2015, titolare e a segno al 25' con il 3-0 nella vittoria casalinga per 4-0 sulla Pinheirense. Ha terminato dopo 5 anni con 59 gare giocate e 10 reti, vincendo il campionato nel 2017 e il Paulista nel 2018. A fine agosto 2019 lascia il club brasiliano.
Nel settembre 2019 si trasferisce per la prima volta all'estero, in Italia, firmando con la Juventus. Debutta in maglia bianconera il 14 dello stesso mese, alla prima giornata di campionato, nella vittoria casalinga 2-1 contro l'Empoli; trova il primo gol in Serie A il successivo 13 ottobre, nel successo 3-1 sulla Florentia S.G. Rimane a Torino per un biennio, prendendo parte alle vittorie di due Scudetti e due Supercoppe italiane.
Successivamente all'esperienza italiana, nel maggio 2021 fa ritorno in Brasile e si accasa al Palmeiras.
Nel gennaio 2022 si accasa alle file del Flamengo.

### Nazionale
Nel 2012 Maria Alves viene chiamata per vestire la maglia della nazionale under 20, inserita nella rosa delle 21 selezionate dal tecnico Caio Couto al Mondiale del Giappone In quell'occasione gioca tutti i tre incontri della fase a gironi dove però la sua nazionale, inserita nel gruppo B, dopo i due pareggi consecutivi per 1-1 con le pari età di Italia e Nigeria subisce la sconfitta per 2-0 da parte della Corea del Sud, risultato che la elimina dal torneo.
Ha esordito con la nazionale maggiore il 4 luglio 2017, entrando all'intervallo al posto di Rosana nell'amichevole persa per 3-1 a Sandhausen contro la Germania.

## Statistiche

### Presenze e reti nei club
Statistiche aggiornate al 4 aprile 2020.
| Stagione        | Squadra         | Campionato      | Campionato | Campionato | Coppe nazionali | Coppe nazionali | Coppe nazionali | Coppe continentali | Coppe continentali | Coppe continentali | Altre coppe | Altre coppe | Altre coppe | Totale | Totale |
| Stagione        | Squadra         | Comp            | Pres       | Reti       | Comp            | Pres            | Reti            | Comp               | Pres               | Reti               | Comp        | Pres        | Reti        | Pres   | Reti   |
| --------------- | --------------- | --------------- | ---------- | ---------- | --------------- | --------------- | --------------- | ------------------ | ------------------ | ------------------ | ----------- | ----------- | ----------- | ------ | ------ |
| 2019-2020       | Juventus        | A               | 13         | 4          | CI              | 2               | 1               | UWCL               | -                  | -                  | SI          | 1           | 0           | 16     | 5      |
| Totale carriera | Totale carriera | Totale carriera | 13         | 4          | -               | 2               | 1               | -                  | -                  | -                  | -           | 1           | 0           | 16     | 5      |

## Palmarès

### Club

#### Competizioni internazionali
- Coppa Libertadores: 1

São José: 2014
- Campionato internazionale femminile per club: 1

São José: 2014

#### Competizioni nazionali
- Campeonato Brasileiro de Futebol Feminino: 2

Centro Olímpico: 2013
Santos: 2017
- Campionato italiano: 2

Juventus: 2019-2020, 2020-2021
- Campionato turco: 1

FOMGET: 2024-2025
- Supercoppa italiana: 2

Juventus: 2019, 2020

#### Competizioni statali
- Campeonato Paulista de Futebol Feminino: 2

São José: 2014
Santos: 2018